# Rutiderma rostrata
Rutiderma rostrata är en kräftdjursart. Rutiderma rostrata ingår i släktet Rutiderma och familjen Rutidermatidae. Inga underarter finns listade i Catalogue of Life.